# Myotis annamiticus
Myotis annamiticus  (Kruskop & Tsytsulina, 2001) è un pipistrello della famiglia dei Vespertilionidi diffuso in Indocina.

## Descrizione

### Dimensioni
Pipistrello di piccole dimensioni, con la lunghezza della testa e del corpo tra 36 e 46 mm, la lunghezza dell'avambraccio tra 30,6 e 34,3 mm, la lunghezza della coda tra 33 e 36 mm, la lunghezza del piede tra 7 e 8,2 mm, la lunghezza delle orecchie tra 13 e 15 mm e un peso fino a 5,7 g.

### Aspetto
La pelliccia è corta e densa. Le parti dorsali sono marroni, con la base dei peli scura, mentre le parti ventrali sono bruno-grigiastre con le punte dei peli bianche. Le orecchie sono lunghe e strette. Il trago è lungo circa la metà del padiglione auricolare. Le membrane alari sono attaccate posteriormente ai lati del piede circa 1–2 mm dalla base delle dita. I piedi sono grandi. Il calcar è lungo e sottile. Il cranio ha una scatola cranica alta ed a cupola. I canini sono piccoli. 

### Ecolocazione
Emette ultrasuoni sotto forma di impulsi di breve durata a frequenza modulata tra 60 e 35 kHz e massima energia a 45 kHz.

## Biologia

### Comportamento
Si rifugia probabilmente nei crepacci e in grotte calcaree.

### Alimentazione
Si nutre di insetti, catturati sulla superficie dell'acqua.

### Riproduzione
Femmine gravide sono state osservate nella seconda metà di aprile.

## Distribuzione e habitat
Questa specie è conosciuta soltanto nel distretto di Minh Hoa, provincia di Quang Binh, Vietnam centro-settentrionale e nella Provincia di Khammouan, nel Laos centrale. Probabilmente è presente anche nella Cina sud-orientale.
Vive in strette vallate di piccoli fiumi, con vari tipi di vegetazione secondaria. 

## Conservazione
La IUCN Red List, considerato che questa specie è conosciuta soltanto nelle vicinanze della località dove è stata scoperta e ci sono poche informazioni sull'areale, lo stato della popolazione e i requisiti ecologici, classifica M.annamiticus come specie con dati insufficienti (DD).